# Alexej Biakont

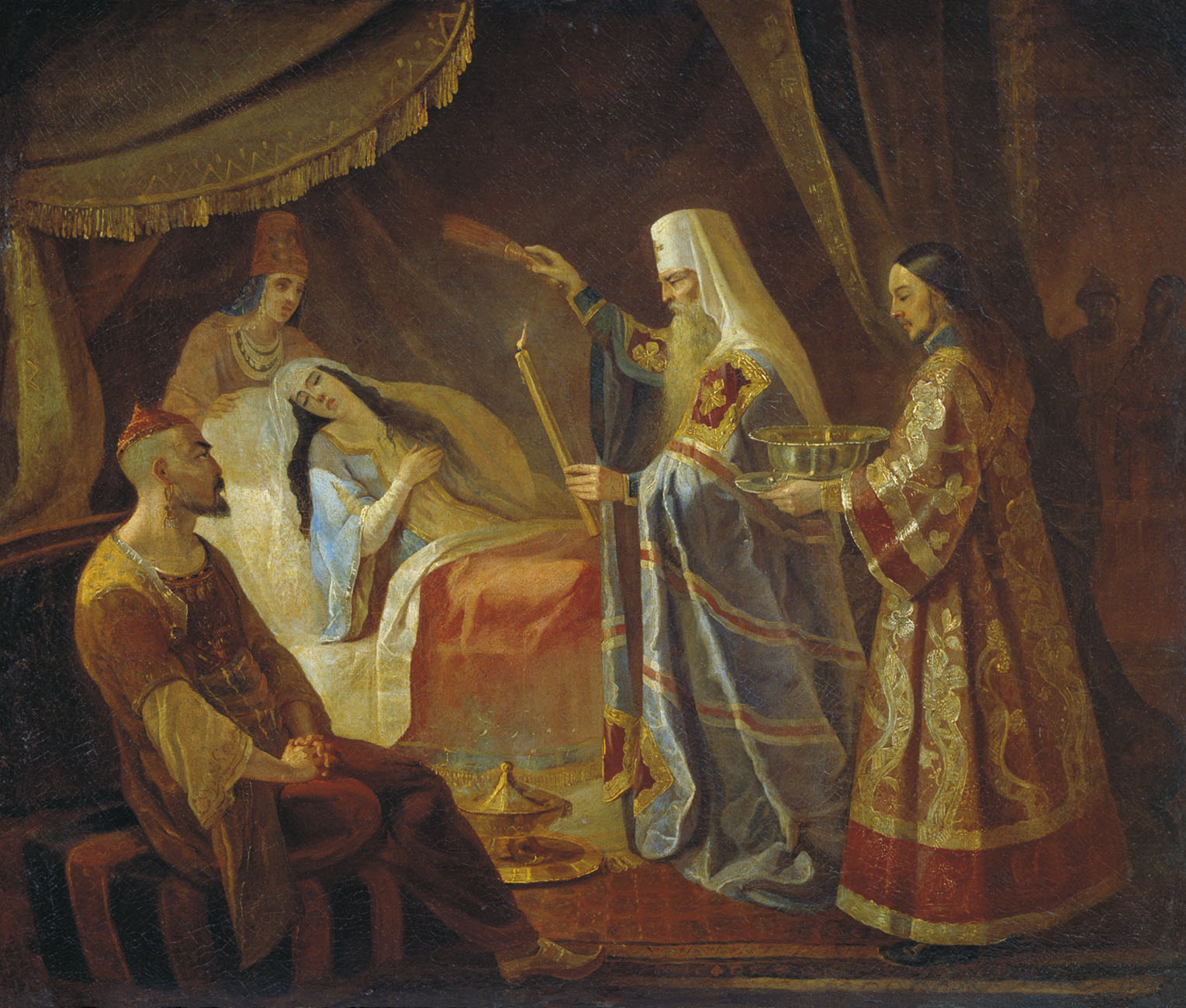
Der Metropolit Alexej heilt die Tatarenkönigin Taidula von der Blindheit. Gemälde von Jakow Fjodorowitsch Kapkow (1816–1854)

Alexi oder Aleksij, russisch Алексий (* vor 1296 in Moskau; † 12. Februar 1378), war der Metropolit von Kiew und seit 1354 von Moskau und ganz Russland.
Der kirchenslawische Klerikalname Alexi bezieht sich auf den antiken Heiligen Alexios von Edessa. In latinisierter Form heißen beide Sankt Alexius.

## Leben
Geboren wurde Alexios unter dem Namen Elephtherios als Sohn des russischen Fürsten Fjodor Biakont, einem Bojaren aus Tschernigow, der sich in Moskau niederließ und die große Bojarenfamilie Pleschtschejew gründete.
1313 legte er das klösterliche Gelübde im Epiphanien-Kloster in Moskau ab. In dieser Zeit wurde ihm der Ordensname Alexius gegeben. Um 1333 schloss er sich dem Haushalt des Metropoliten Theognostos (1328–1353) an. 1340 wurde Alexius zum Abgeordneten des Metropoliten in Wladimir ernannt und zwölf Jahre später zum Bischof von Wladimir geweiht.
1357 wurde Alexius von Dschani Beg, dem Khan der Goldenen Horde, aufgefordert, dessen Mutter von der Blindheit zu heilen. Der Heilungserfolg des Metropoliten soll einen Tatarenüberfall auf Moskau verhindert haben.

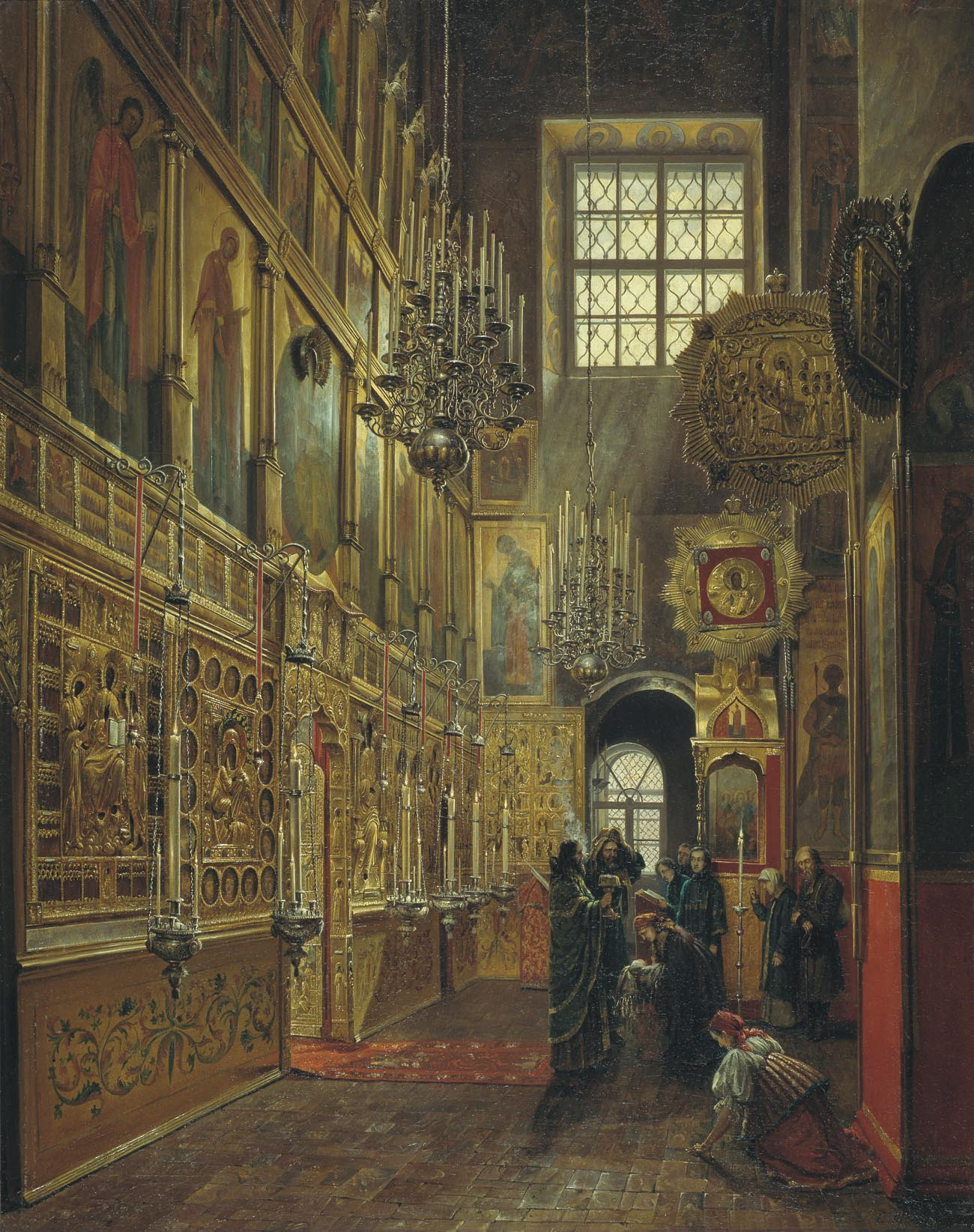
In der St. Alexiuskirche im Tschudow-Kloster des Moskauer Kremls. Gemälde von Stepan Schuchwostow (1866)

Alexius war auch ein Autor mehrerer Predigten und Episteln. Er wurde von der russisch-orthodoxen Kirche 1448 heiliggesprochen und wird als einer der Schutzpatrone Moskaus verehrt. Seine Reliquien wurden in der von ihm erbauten Alexiuskirche im ehemaligen Tschudow-Kloster (russisch Чудов монастырь, auch Alexius’ Erzengel-Michael-Kloster) des Moskauer Kremls verehrt. Auf den Grundmauern des bereits 1918 geschlossenen und 1929 zerstörten Klosters entstand 1932 bis 1934 die im neoklassizistischen Stil erbaute Militärschule. Danach kamen die Reliquien in die benachbarte Mariä-Entschlafens-Kathedrale, in der sich die Grabstätten sämtlicher Moskauer Metropoliten und Patriarchen bis 1721 (der Abschaffung des Patriarchats) mit Ausnahme des Patriarchen Nikon befinden.

## Patrozinien
Siehe Alexiuskirche